# Saint-Baudille-de-la-Tour
Saint-Baudille-de-la-Tour este o comună în departamentul Isère din sud-estul Franței. În 2009 avea o populație de 723 de locuitori.

## Evoluția populației
| An        | 1975 | 1982 | 1990 | 1999 | 2006 | 2009 |
| --------- | ---- | ---- | ---- | ---- | ---- | ---- |
| Populație | 348  | 430  | 475  | 570  | 699  | 723  |